# 伯恩哈德·亨里克·克鲁塞尔
伯恩哈德·亨里克·克鲁塞尔（瑞典語：Bernhard Henrik Crusell，1775年10月15日—1838年7月28日），芬兰作曲家，单簧管演奏家。他的大部分生涯是在斯德哥尔摩以单簧管演奏家的身份度过的。克鲁塞尔被誉为西贝柳斯之前最伟大的芬兰作曲家，其单簧管作品风格优雅，旋律动人，技巧丰富，在音乐史上有重要地位。